# Печіївка
Печії́вка — село в Україні, у Берестинському районі Харківської області. Населення становить 94 осіб. Орган місцевого самоврядування — Станичненська сільська рада.

## Населення

### Мова
Розподіл населення за рідною мовою за даними перепису 2001 року:
| Мова       | Кількість | Відсоток |
| ---------- | --------- | -------- |
| українська | 91        | 96.80%   |
| російська  | 2         | 2.14%    |
| румунська  | 1         | 1.06%    |
| Усього     | 94        | 100%     |

## Географія
Село Печіївка знаходиться надалеко від витоків річки Комишуваха. На відстані до 2-х км розташовані села Білоусівка, Дегтярка і селище Палатки. Поруч проходять автомобільна дорога М18 (E108) і залізниця, станція Станиця.